# Nictímene

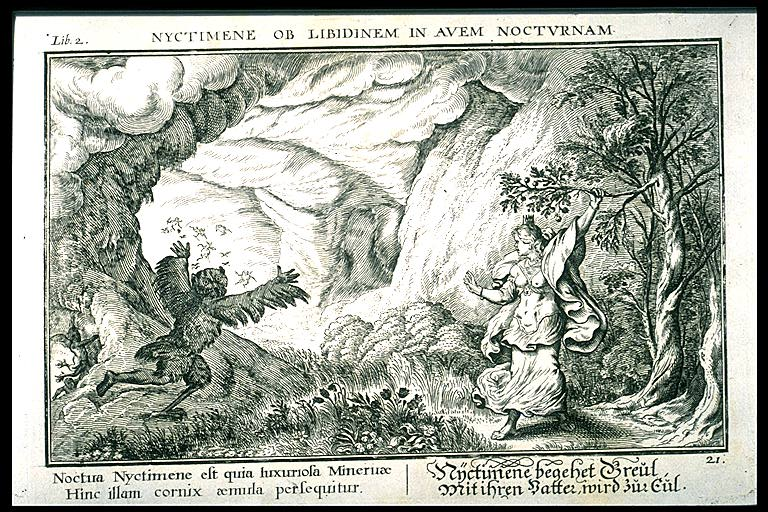
Minerva transforma a Nictimene en un búho. El latín dice: "Nictimene es el ave nocturna de Minerva por ser lasciva. De ahí el cuervo la disputa". En alemán dice: "Nictimene comete una atrocidad con su padre y se convierte en búho".

Nictímene (en griego Νυκτιμένη, Nuktiménē, «la nocturna») era, según la mitología romana, la hija de Epopeo que yació con su propio padre. Minerva la metamorfoseó en lechuza, ave que está consagrada a la diosa.
Se dice que Nictímene, hija de Epopeo, rey de los lesbios, era una doncella bellísima. Su padre Epopeo, ardiendo en amor por ella, la forzó. Ella, herida en su pudor, se ocultó en el bosque. Minerva, compadeciéndose de ella, la transformó en lechuza que, por vergüenza, no sale a la luz del día, sino que se deja ver durante la noche.  En Las metamorfosis de Ovidio, la transformación fue un castigo por «profanar la cama de su padre» (patrium temerasse cubile), lo que insinúa que tuvo relaciones sexuales con su propio padre, pero no se da más explicación de si fue violada, seducida o si ella misma fue la seductora.
Ovidio compara la relación incestuosa de Nictímene y Epopeo con la de Pelopea y Tiestes y con la de Mirra y Cíniras. Servio dice que Nictímene se llenó de vergüenza al darse cuenta de que se había acostado con su padre, lo que implica que se había producido algún tipo de engaño.  Otros dicen que Nictímene era hija del rey Preto y que huía de la violencia de su padre.
En Las metamorfosis, Cornix (el cuervo) se queja de que su lugar como ave sagrada de Minerva está siendo usurpada por Nictímene, quién está tan avergonzada de sí misma que no se deja ver a la luz del día.

## Eponimia
Dio su nombre al género de murciélagos Nyctimene y al asteroide (2150) Nictímene.